# Martin Neuper
Martin Neuper (* 31. Mai 1987) ist ein österreichischer Fußballspieler.

## Karriere
Martin Neuper begann als Innenverteidiger seine Karriere beim SV Stainach in der steirischen Unterliga Nord A. Ein Mitgrund, dass er im Herbst 2006 zum SV Bad Aussee wechselte, waren wahrscheinlich seine beiden Brüder Christian (seit 2000) und Alexander (seit 2002), die auch beide beim SV Bad Aussee unter Vertrag standen. Nach dem Aufstieg von Bad Aussee in die Erste Liga, lief er dort 17 mal auf und konnte ein Tor schießen. In der Saison 2008/2009 kam er im Steirer-Cup zum Einsatz, wobei erst im Elfmeterschießen und in der 5. Runde Bad Aussee gegen ATV Irdning ausschied. Auch in den Folgesaisons spielte er im Steirer-Cup.
Zur Saison 2009/2010 ging er zum SC Liezen in die Landesliga, wo auch seine beiden Brüder bereits spielten. Es folgte ein Gastspiel bei seinem Jugendverein SV Stainach-Grimming für die zweite Mannschaft von 2015 bis 2017 erst in der Oberliga Nord und später in der Unterliga Nord A. In der Relegation 2016/2017 zum Aufstieg konnte sich der SV Stainach-Grimming I nicht gegen Schladming durchsetzen. In beiden Spielen war Neuper über die volle Spielzeit eingesetzt worden. Anschließend wechselte er wieder zum SC Liezen in die Landesliga. In der folgenden Saison, wie auch in der Saison 2018/19, konnte erst in der Relegation der Abstieg aus der Landesliga verhindert werden. Ab 2020 spielt er wieder bei SV Stainach-Grimming in der Unterliga Nord A.